# Jean Persoons
Jean François Persoons (Kapelle-op-den-Bos, 3 maart 1863 - Lokeren, 24 december 1924) was een Belgisch politicus voor de Liberale Partij.

## Levensloop
Jan Persoons was de zoon van Henri Persoons en hij trouwde met een dochter van Cesar Cruyt. Allebei waren ze actief binnen de Liberale Partij. Hij promoveerde in 1886 tot doctor in de geneeskunde aan de ULB en vestigde zich als arts in Lokeren.
Hij behoorde tot de progressieve en Vlaamsgezinde liberalen, en werd in 1904 verkozen, op een kartellijst van liberalen en socialisten, tot lid van de Kamer van volksvertegenwoordigers voor het kiesarrondissement Sint-Niklaas, een mandaat dat hij vervulde tot in 1919. Hij diende Vlaamsgezinde wetsvoorstellen in en was voorstander van de vernederlandsing van de Gentse universiteit. Evenwel was Persoons voorstander van tweetalige regimenten in het Belgisch leger. Tijdens de Eerste Wereldoorlog kantte hij zich tegen het activisme en was hij voorzitter van het Nationaal Hulp- en Voedingscomité in de regio Lokeren.
Van 1921 tot aan zijn dood was hij gemeenteraadslid in Lokeren.
Zijn dochter trouwde met Julius Hoste.

## Publicatie
- De maatschappelijke toestand van ons volk (...),Antwerpen, 1905.